# Prowincja La Spezia
Prowincja La Spezia (wł. Provincia della Spezia) – prowincja we Włoszech.
Nadrzędną jednostką podziału administracyjnego jest region (tu: Liguria), a podrzędną jest gmina.
Liczba gmin w prowincji: 32.